# Henflingen
Henflingen foi uma antiga comuna francesa na região administrativa de Grande Leste, no departamento Alto Reno. Estendia-se por uma área de 2,65 km². Em 2010 a comuna tinha 198 habitantes (densidade: 74,7 hab./km²).
Em 1 de janeiro de 2016, foi incorporada à nova comuna de Illtal.